# Gioura
Gioura (Aussprache [ˈʝura], griechisch Γιούρα (n. pl.)) ist eine griechische Insel der Nördlichen Sporaden. Administrativ gehört die Insel zur Gemeinde Alonnisos im Regionalbezirk Sporaden der Region Thessalien.

## Lage
Die Insel liegt etwa 13 km nordöstlich von Alonnisos. Die Insel Kyra Panagia liegt 5 km südwestlich. Dazwischen liegen die Eilande Pappous, Strongylo und Prasso.
Noch stärker als andere Inseln der Nördlichen Sporaden zeichnet sich Gioura durch wilde Felsenküsten aus, verfügt aber über zwei kleine Strände mit Marmorkieseln. Die einzig größere Bucht, Ormos Megala Vala (Όρμος Μεγάλα Βάλα) liegt im Südwesten. Die Insel hat keinen sicheren Ankerplatz. Ein Bergrücken durchzieht an der Ostseite die längliche Insel von Nord nach Süd, die höchste Erhebung erreicht 570 m.
Die größte Höhle der Nördlichen Sporaden liegt im Süden der Insel, der Eingang befindet sich auf etwa 150 m Höhe und ist zum Meer hin ausgerichtet. Die Höhle ist etwa 40 × 50 m groß, ihre Höhe beträgt 15 m.

## Mythologie
Gioura soll identisch mit der Insel der Kyklopen aus der Odyssee sein. Bei der sogenannten Kyklopenhöhle (Σπήλαιο του Κύκλωπα) soll es sich um die Höhle des Polyphem handeln. Nach dem Unfall eines Besuchers wurde sie geschlossen und von 1992 bis 1995 archäologisch erforscht.

## Geschichte
Die für Griechenland eher seltenen Zeugnisse aus dem Mesolithikum wurden auf Gioura zum ersten Mal auf einer Ägäisinsel nachgewiesen.
In der Antike wurde die Insel Gerontia genannt. Überreste eines Tempels, der wahrscheinlich Poseidon geweiht war, wurden an der Westküste gefunden. Zur Zeit des Römischen Reiches diente Gioura als Verbannungsort.
Bis ins frühe 19. Jahrhundert lebten Mönche vom Berg Athos auf der Insel. Heute befindet sich Gioura im Besitz des griechischen Staates. Bei der Kirche Evangelistria befinden sich einige Häuser, die im Winter von Jägern, die auf Ziegenjagd gehen, bewohnt werden.

## Archäologie
Die archäologischen Erforschung der Höhle von 1992 bis 1995 ergab, dass die Insel bereits im 9. Jahrtausend v. Chr. bewohnt war. Aufgrund der großen Mengen von Gräten und Skeletten aller im Meeresgebiet vorkommenden Fischarten einschließlich Thunfisch sowie knöcherne Angelhaken in unterschiedlichen Größen ist von einer systematischen und organisierten Fischerei auszugehen. Die Untersuchung der gefundenen Obsidianwerkzeuge konnten als Herkunft die Kykladeninsel Milos belegen, während Werkzeuge eine Ähnlichkeit mit Funden in Kleinasien in der Gegend von Antalya aufweisen, was zu dem Schluss führt, dass die Bewohner der Insel ägäisweite Kontakte hatten und über außerordentliche Navigationskenntnisse verfügten. Der Teil eines 1995 gefundenen weiblichen Schädels wurde auf das 9. Jahrtausend v. Chr. datiert, das Alter der Frau auf 65 bis 70 Jahren geschätzt.

## Natur
Die felsige Insel ist mit den typischen Vertretern der Phrygana und Macchia mit einem überwiegenden Anteil an Kermes-Eichen (Quercus coccifera) bewachsen. Die Kermes-Eichen bedeckten früher den größten Teil der Insel, wurden aber nach 1945 für die Herstellung von Holzkohle gefällt. Fritillaria sporadum ist auf Gioura endemisch, die Pflanze ist mit der bekannten Zierpflanze Kaiserkrone verwandt.
Auf Gioura leben verwilderte Hausziegen, die Felsenküste ist ein ideales Rückzugsgebiet der Mittelmeer-Mönchsrobben.

### Naturschutz
Gioura liegt im Nationalen Meerespark Alonissos GR 1430004 (Εθνικό Θαλάσσιο Πάρκο Αλοννήσου –Βορείων Σποράδων, Ανατολική Σκόπελος) in der Zone A3.